# آمدم، دیدم، فتح کردم

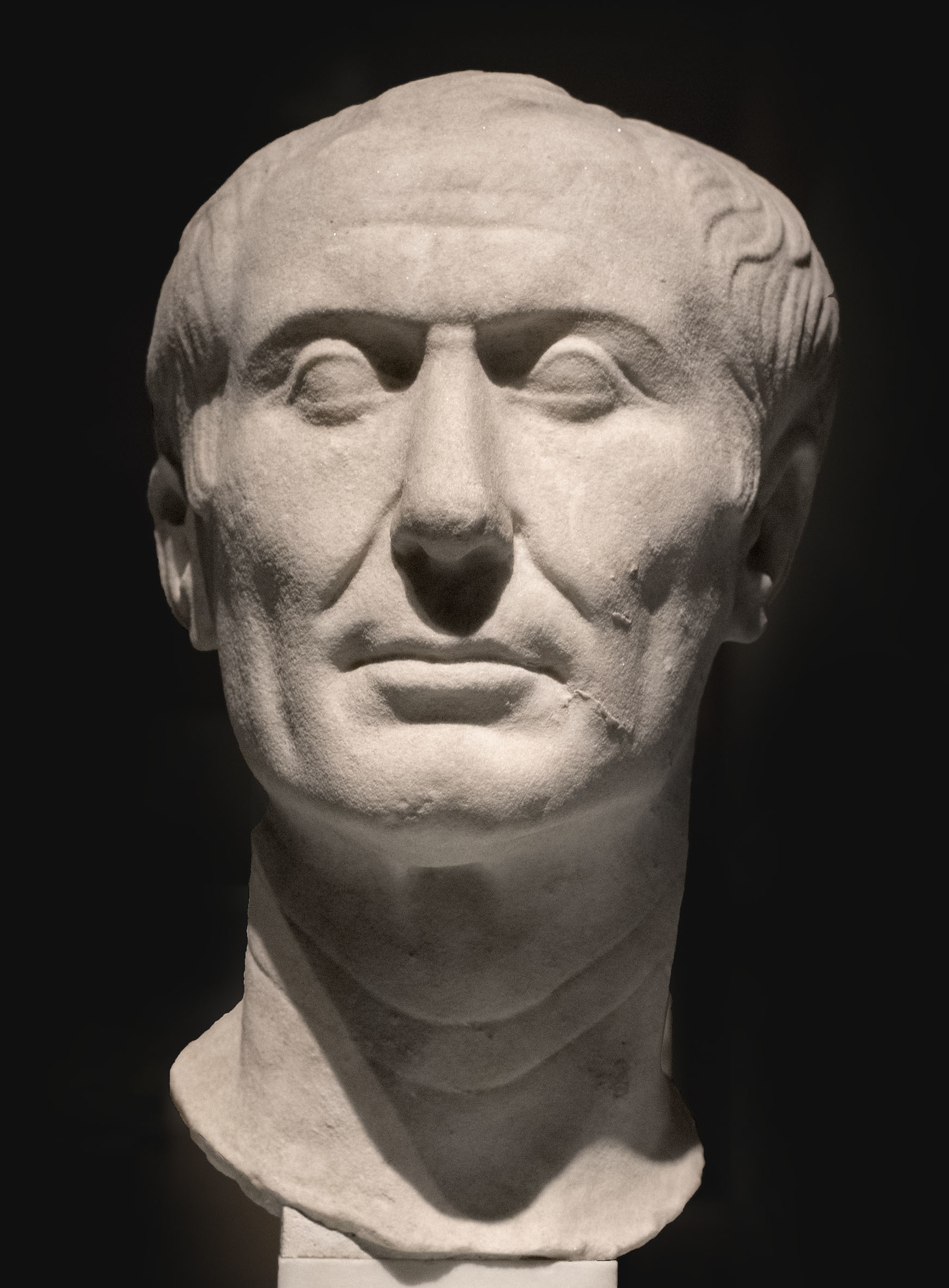
ژولیوس سزار

آمدم، دیدم، گشودم (به لاتین: vēnī vīdī vīcī) (وِنی ویدی ویچی)، شبه جمله‌ای معروف از زبان ژولیوس سزار، دیکتاتور جمهوری روم است، به معنی زاده شدم، دیدم و کشورگشایی کردم.
به گفته پلوتارک، تاریخ‌نگار یونان باستان، ژولیوس سزار پس از نبرد زیله (در زیله، ترکیه امروزی) در تاریخ ۲۱ ماه مه ۴۷ ق م (گاه‌شماری ژولینی) در طول جنگ داخلی سزار که طی آن سربازانش پس از ۴ ساعت لشکر فارناک دوم را شکست داده بودند، این شبه جمله سرد را در نامه‌ای به دوستش «آمانتیوس» می‌نویسد. او می‌خواسته با این کلام نشان دهد که چگونه آسان و سریع دشمن را نابود کرده و پیروز از میدان بدرآمده است.
این جمله یا شبیه آن امروزه در بخش‌های سیاسی، تجاری، ورزشی، اجتماعی و غیره استفاده می‌شود. به عنوان مثال شرکت مایکروسافت سیستم ویندوز ویستا را با چنین جمله‌ای در بازار معرفی کرد: «Veni - Vidi - Vista». هیلاری کلینتون به سال ۲۰۱۱ دربارهٔ معمر قذافی چنین گفت: «We came, we saw, he died» (آمدیم، دیدیم، مُرد). شرکت فیلیپ موریس این جمله را روی بسته‌بندی سیگار مارلبورو جا داده‌است.
به نوشته روزنامه آلمانی زود دویچه تسایتونگ در مارس ۲۰۱۲، روستای زلا در ترکیه جمله «Veni vidi vici» را به عنوان نام تجاری در سرتاسر ترکیه به ثبت رساند.